# Fortune Playhouse

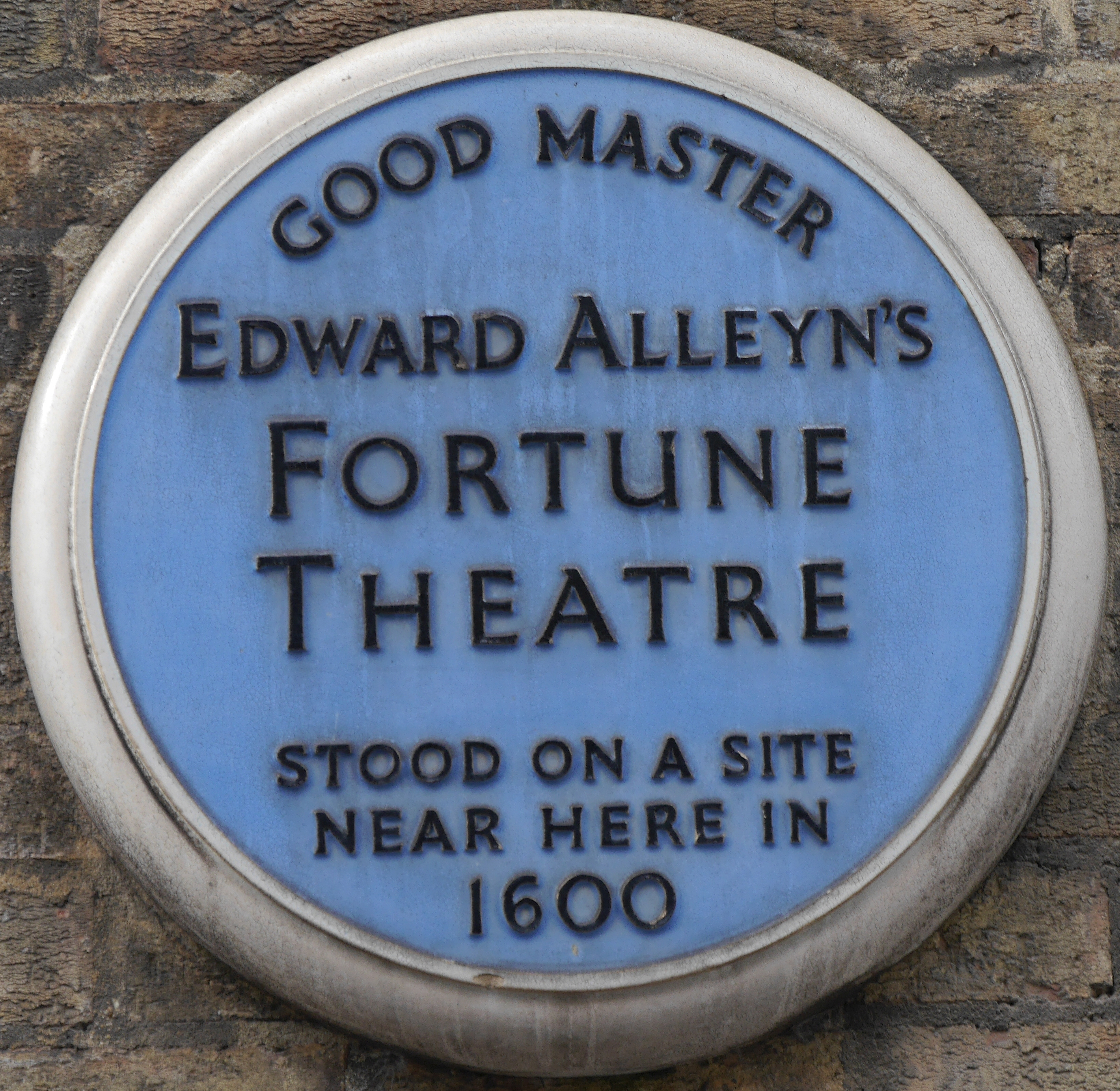
Placca nella attuale Fortune Street di Londra

Fortune Playhouse, nota anche come Fortune Theatre, è stato un teatro storico di Londra situato nel borgo londinese di Islington, poco a nord della City of London.
La Fortune Playhouse era contemporanea al Globe Theatre di Shakespeare; si trovava nella parrocchia di St Giles-without-Cripplegate, ad ovest del Globe, dove oggi c'è Fortune Street. Tra il 1600 e il 1642 era uno dei principali teatri di arte drammatica di Londra.
L'architettura del Teatro Shakespeare di Danzica, inaugurato nel 2014, è stata liberamente ispirata a quella del Fortune Playhouse.     

## Storia
Si ritiene che il teatro sia stato fondato intorno al 1600 dall'attore Edward Alleyn. Egli  incaricò Peter Street, che aveva appena terminato la costruzione del Globe, di allestire il nuovo teatro. È stato stimato che il costo di costruzione del teatro, comprensivo dei diritti sull'area, sia stato di 1320 £.
Alleyn conservò Il contratto di costruzione, per cui si hanno più dati sul Fortune Theatre che su altri teatri londinesi dell'epoca. Il teatro venne soppresso nel 1642 dal Parlamento Puritano.